# Het echte leven in de dierentuin
Het echte leven in de dierentuin is een Nederlands televisieprogramma van NTR en wordt sinds 2019 uitgezonden op NPO 1. In het programma wordt voornamelijk gefocust op de belevenissen en karakters van de in gevangenschap levende dieren en komen hun verzorgers aan het woord.
De makers volgden in 2019, 2020, 2022 en 2024 het reilen en zeilen achter de schermen van Ouwehands Dierenpark in Rhenen.  De komst en paring van reuzenpanda's Wu Wen en Xing in Rhenen speelde aanvankelijk een grote rol in het programma. In 2021 en 2023 wordt het reilen en zeilen in Diergaarde Blijdorp in Rotterdam gevolgd. In 2024 en 2025 worden beide parken gevolgd in één seizoen. 
Van het programma zijn vijf seizoenen gemaakt. Seizoen 1 werd elke zaterdagavond uitgezonden van 16 juni 2019 tot 21 juli 2019 en seizoen 2 van 6 juni 2020 tot 11 juli 2020. De eerste aflevering van het tweede seizoen trok 1,5 miljoen kijkers, de weken daarna keken er zo'n 1,1 miljoen kijkers per aflevering. In de winter van 2020/2021 werd seizoen 2 herhaald. Op 26 december 2020 is de speciale aflevering De kleine reuzenpanda - het echte leven in de dierentuin uitgezonden. Deze aflevering focuste zich op de geboorte en ontwikkeling van babypanda Fan Xing. Seizoen 3 werd van 17 juli t/m 31 augustus 2021 uitgezonden en speelde zich af in Diergaarde Blijdorp. Het vierde seizoen speelde zich weer af in Ouwehands Dierenpark en werd van 24 april t/m 28 mei 2022 uitgezonden. Seizoen 5 wordt vanaf 25 februari 2023 uitgezonden en speelt zich net als seizoen 3 af in Diergaarde Blijdorp. Seizoenen  6 en 7 spelen zich af in beide dierenparken.
Sinds 24 februari 2024 wordt dit programma ook in België uitgezonden. Het wordt daar uitgezonden op VTM onder de titel Het echte leven in de zoo. Het eerste seizoen speelt zich af in ZOO Antwerpen.